# Кеннеді Мвеене
Кеннеді Мвеене (англ. Kennedy Mweene, нар. 11 грудня 1984, Лусака) — замбійський футболіст, що грав на позиції воротаря.
Виступав, зокрема, за «Фрі Стейт Старз» та «Мамелоді Сандаунз», а також національну збірну Замбії. У складі збірної — володар Кубка африканських націй.

## Клубна кар'єра
Народився 11 грудня 1984 року в місті Лусака. Вихованець футбольної школи «Стейт Хаус».
Кеннеді Мвеєне розпочав свою професійну кар'єру в 2004 році в клубі «Лусака Селтік». Вже у своєму першому сезоні Мвеене виграв Кубок Замбії. Незважаючи на успіх у кубку, у чемпіонаті команда виступила невдало і, посівши останнє місце, вилетіла до другого дивізіону. Після цього Мвеене перейшов у «Кітве Юнайтед». У цьому клубі він також затримався на рік і після закінчення чемпіонату Замбії перейшов до південноафриканського клубу «Фрі Стейт Старз».
До кінця сезону 2005/06 Мвеене взяв участь у 8 матчах, але це не врятувало його клуб і він вилетів у другу лігу. У наступному сезоні Мвеєне взяв участь у 19-ти матчах і допоміг своєму клубу знову потрапити до вищого дивізіону. Повернувшись до найвищого дивізіону, Кеннеді Мвеене став основним голкіпером команди і вже в листопаді у нього з'явилися пропозиції від інших клубів Прем'єр-ліги, проте сам воротар сказав, що він не зацікавлений у тому, щоб залишити свій клуб. 9 березня 2008 року на 54-й хвилині матчу з «Кайзер Чіфс» воротар забив свій перший гол у кар'єрі, вразивши ворота суперника з пенальті. Наступного сезону воротар голів не забивав, хоч і взяв участь у 29 матчах. За підсумками сезону його визнали найкращим воротарем чемпіонату ПАР та найкращим гравцем клубу. Відразу після закінчення сезону інтерес до воротаря виявляли «Кайзер Чіфс» та «Орландо Пайретс», але керівництво «Фрі Стейт Старс» попросило за нього 10 мільйонів рандів і тому гравець залишився в клубі. У сезоні 2009/10 Мвеене забив 2 голи у 28 матчах. А в наступному сезоні він зіграв у всіх 30 матчах і забив 3 голи і знову був визнаний найкращим гравцем клубу. У середині 2011 року у голкіпера підійшов до кінця контракт і про інтерес до нього заявили «Аякс» з Кейптауна та «Мамелоді Сандаунз», але незабаром Мвеене спростував усі чутки і підписав з клубом новий контракт.
У 2013 році він перейшов до «Мамелоді Сандаунз». З командою 8 разів ставав чемпіоном Південної Африки, тричі вигравав національний кубок. Також став з командою на міжнародному рівні переможцем Ліги чемпіонів КАФ та володарем Суперкубка КАФ. В липні 2023 року завершив ігрову кар'єру.

## Виступи за збірну
У складі молодіжної збірної Замбії Кеннеді вигравав молодіжний Кубок КОСАФА.
22 травня 2004 року дебютував в офіційних матчах у складі національної збірної Замбії в матчі зі збірною Малаві, який завершився поразкою замбійців з рахунком 0:2.
У 2006 році головний тренер збірної Замбії Калуша Бвалья включив воротаря до списку футболістів, які вирушають на Кубок африканських націй 2006 року в Єгипті. Турнір Мвеене почав як резервіст Джорджа Колали. Перші два матчі замбійці програли, і в останньому матчі з ПАР, який нічого не вирішує, Бвалья довірив місце в основному складі Кеннеді. У підсумку Замбія виграла матч із рахунком 1:0, але все одно вирушила додому, посівши 3-е місце у групі.
Через два роки Мвеене вирушив на свій другий Кубок африканських націй 2008 року у Гані, цього разу вже як основний голкіпер. У першому матчі замбійці перемогли збірну Судану з рахунком 3:0, але в наступному матчі зазнали поразки від Камеруну 1:5, а в останньому матчі не зуміли обіграти єгиптян. Таким чином, знову посівши 3 місце в групі, замбійці покинули турнір.
У 2010 році Кеннеді вирушив на третій Кубок африканських націй 2010 року в Єгипті і знову як перший номер. Цього разу замбійці, не легко, але вийшли з групи. У чвертьфіналі Замбії випав матч з Нігерією. Основний та додатковий час матчу закінчився нульовою нічиєю, у післяматчевій серії Мвеене забив свій пенальті, але це не врятувало його збірну від поразки з рахунком 4:5.
У 2012 році головний тренер збірної Замбії Ерве Ренар знову включив Кеннеді до списку гравців на Кубок африканських націй 2012 року у Габоні та Екваторіальній Гвінеї, здобувши того року титул континентального чемпіона, а Кеннеді став справжнім героєм Замбії на турнірі. За 6 ігор він пропустив лише 3 м'ячі, причому всі на груповому етапі (1 від Сенегалу, 2 від Лівії) і допоміг «мідним кулям» уперше в історії виграти золото кубка африканських націй. У півфінальному матчі проти Гани на початку матчу Кеннеді Мвеене відбив пенальті від Асамоа Г'яна і зберіг свої ворота «сухими». А у фінальному матчі йому не забив пенальті Дідьє Дрогба, пробивши вище воріт. У серії післяматчевих пенальті Кеннеді відбив третій удар «слонів» по воротах, але арбітр із Сенегалу змусив повторити спробу (Мвеєні до удару вийшов із воріт). Повторний пенальті Сола Бамби виявився точним. А п'ятий удар у замбійців у серії забив Кеннеді Мвеене. Серія затяглася, команди реалізували по 7 ударів, після чого Кеннеді відбив черговий пенальті, але його партнер Рейнфорд Калаба ударом вище воріт продовжив серію. У результаті промах Жервіньйо приніс Замбії довгоочікувану перемогу, а Кеннеді Мвеене став головним відкриттям турніру.
На наступному Кубку африканських націй 2013 року у ПАР він забив пенальті в грі групового етапу проти Нігерії, зробивши рахунок 1:1, забивши свій перший гол у футболці збірної, а також відбив два пенальті під час турніру, втім замбійці не змогли вийти з групи
Він забив свій другий гол 15 жовтня 2014 року під час гри з Нігером (3:0) у кваліфікації Кубка африканських націй 2015 року, знову з пенальті.
У 2015 році Мвеене взяв участь у шостому і останньому для себе Кубку африканських націй 2015 року в Екваторіальній Гвінеї, який став 30-м розіграшем Кубка африканських націй і проходив з 17 січня по 8 лютого 2015 року, але замбійці знову не вийшли з групи.
29 травня 2015 року він провів свій 100-й матч за збірну у гра за 5-е місце на Кубку КОСАФА.
Загалом протягом кар'єри в національній команді, яка тривала 15 років, провів у її формі 127 матчів.

## Титули і досягнення
- Чемпіон ПАР (8): 2013/14, 2015/16, 2017/18, 2018/19, 2019/20, 2020/21, 2021/22, 2022/23
- Володар Кубку ПАР (3): 2015, 2020 , 2022
- Переможець Ліги чемпіонів КАФ (1): 2016
- Володар Суперкубка КАФ (1): 2017
- Володар Кубка африканських націй (1): 2013